# ハーディー・ノルーズィー
ハーディー・ノルーズィー (هادی نوروزی‌,
1985年7月19日 - 2015年10月1日）は、イランのサッカー選手であった人物。元イラン代表。ポジションはFW、WG。元ペルセポリスFC主将。同チームの主将となってから2か月の2015年10月1日に心臓発作で急逝、30歳没。

## クラブ歴

### ユース時代
2000年夏にペルセポリスFCU-19ユースに加入。ここで4年間を過ごし、2005年にパサルガード・テヘランFCでプロとなる。その翌年にはファジュル・サパー・テヘランFCに移籍したものの、その後ペルセポリスFCU-21に復帰して再びユースとなる。2007年にアーザーデガーン・リーグ所属のダーマーシュ・ロレスターンFCと契約し、ペルセポリスを去った。

### ペルセポリス
監督のアフシン・ゴトビによって翌年にはペルセポリスにプロとして凱旋。初年度は控えとしての出場が多かった。2010-11シーズンではトップのアシスト数を記録し、2013年夏には2年の契約延長を果たした。

### ナフト・テヘラン
2013年11月26日には半年契約でナフト・テヘランFCにレンタル移籍した。12試合に出場し、3得点を挙げた。

### ペルセポリスへの復帰
レンタル終了後、再びペルセポリスへ復帰した。この時からレギュラーとなり同チームで活躍、主将のモハンマド・ヌーリが同チームを去った事により、2015年には主将となった。復帰後最後の試合は9月16日のサイパFC戦となり、この試合は1-2で敗北した。

## 代表歴
イラン代表としてはアフシン・ゴトビの下2009年8月のボスニア・ヘルツェゴビナ代表戦で初出場。計9試合に出場した。

## 突然の死
2015年10月1日、心臓発作で死亡した事がペルセポリスのチーム監督マフムード・ホールドビーンによって発表された。病院による蘇生も叶わず、30歳での死去であった。監督のブランコ・イバンコビッチは「これは彼自身とチームに対する大きなショックだ」と述べた。ペルセポリスの同僚のみならず、アリー・パルヴィーン、アフマドレザー・アーベドザーデ、カリム・バゲリと云った同チームの英雄、アフシン・ゴトビやアリ・ダエイと云った監督経験者も彼と彼の家族の為に餞別と送辞を渡した。更に、ペルシアン・ガルフ・プロリーグに所属する他のチームやTwitterを行っているファンからも同チームにメッセージが渡された。サッカーイラン代表の選手もアラブ首長国連邦で行われた合宿の最中に1分間の黙祷が捧げられた。多くのファンはペルセポリスの練習場であるデラフシファル・スタジアムに駆けつけ、花や蝋燭等の手向け物を供えた。
追悼試合は没翌日の2日にアザディ・スタジアムで行われ、2万人の追悼者とエステグラルFCのファンがスタジアムを埋めた。彼の遺体はアザディ・スタジアムに1日保管された後にバーボルへ移送された。葬儀はその翌日に執り行われ、生まれ故郷であるマーザンダラーン州カプールチャールに埋葬された。
10月4日、かつてのチームメイトであった、カリム・アンサリファルドはギリシャ・スーパーリーグでの5-1で勝ったこの日の試合での得点で、彼の名前と24番の記されたシャツを掲げ、そのゴールを彼に捧げた。イランU-23代表の選手も西アジアサッカー選手権のU-23で対決したバーレーンU-23代表戦での勝利を彼に捧げた。
彼の死後初めてのペルセポリスの試合ではファンが彼の番号に因んだ24分に一斉に励ました。また、彼らはスタジアムに「ハディ 24」のモザイクを演出した。
代表でも彼の死後初めての試合では開催前に一分間の黙祷を捧げた。その会場はアザディ・スタジアム、対戦相手は日本代表の親善試合で、この試合は1-1の引き分けに終わった。

## 人物
彼には四人の兄が居り、末子であった。2003年には結婚をしており、間に2009年に生まれた息子と2014年に生まれた娘が居る。

## 個人成績
2015年10月1日現在
| 2007-08 | ダーマーシュ |        | アザデガン | 22  | 10 | 6  | 4  | 28  | 14 |
| 2008-09 | ペルセポリス | 24     | プロ       | 15  | 2  | 3  | 1  | 18  | 3  |
| 2009-10 | ペルセポリス | 24     | プロ       | 30  | 8  | 5  | 0  | 25  | 8  |
| 2010-11 | ペルセポリス | 24     | プロ       | 29  | 7  | 5  | 2  | 4   | 9  |
| 2011-12 | ペルセポリス | 24     | プロ       | 18  | 2  | 2  | 0  | 20  | 2  |
| 2012-13 | ペルセポリス | 24     | プロ       | 24  | 5  | 5  | 3  | 29  | 7  |
| 2013-14 | ペルセポリス | 24     | プロ       | 10  | 0  | 1  | 1  | 11  | 1  |
| 2013-14 | ナフト       | 24     | プロ       | 12  | 3  | 0  | 0  | 12  | 3  |
| 2014-15 | ペルセポリス | 24     | プロ       | 20  | 2  | 4  | 0  | 24  | 2  |
| 2015-16 | ペルセポリス | 24     | プロ       | 5   | 1  | 1  | 0  | 6   | 1  |
| 通算    | イラン       | イラン | プロ       | 163 | 29 | 26 | 7  | 189 | 36 |
| 通算    | イラン       | イラン | アザデガン | 22  | 10 | 6  | 4  | 28  | 14 |
| 総通算  | 総通算       | 総通算 | 総通算     | 185 | 39 | 32 | 11 | 217 | 50 |

| 国際大会個人成績 | 国際大会個人成績 | 国際大会個人成績 | 国際大会個人成績 | 国際大会個人成績 |
| 年度             | クラブ           | 背番号           | 出場             | 得点             |
| AFC              | AFC              | AFC              | ACL              | ACL              |
| ---------------- | ---------------- | ---------------- | ---------------- | ---------------- |
| 2008-09          | ペルセポリス     | 24               | 5                | 1                |
| 2010-11          | ペルセポリス     | 24               | 6                | 0                |
| 2012-13          | ペルセポリス     | 24               | 4                | 0                |
| 2014-15          | ペルセポリス     | 24               | 8                | 1                |
| 計               | 計               | 計               | 23               | 2                |

## タイトル
ペルセポリスFC
- ハズフィー・カップ (2): 2009-10, 2010-11
  - 準優勝 (1): 2012-13